# اسیگینک
اسیگینک (به انگلیسی: Assiginack) یک منطقهٔ مسکونی در کانادا است که در انتاریو واقع شده‌است. اسیگینک ۹۶۰ نفر جمعیت دارد.